# 伊万里信用金庫
伊万里信用金庫（いまりしんようきんこ）は、佐賀県伊万里市に本店を置く信用金庫である。

## 沿革
- 1925年10月 「有限責任伊万里信用組合」として設立
- 1940年2月 伊万里信用販売購買組合に改組
- 1944年7月 市街地信用組合法に基づいて「伊万里町信用組合」に改組
- 1950年3月 中小企業等協同組合法に基づき、「伊万里信用協同組合」に改組
- 1953年3月 信用金庫法に基づき、「伊万里信用金庫」となる
- 2022年4月10日 この日から磁気の影響を受けにくい新しい通帳（Hi-Co通帳）を取扱開始した(Hi-Co通帳に対応していない信用金庫ATMではHi-Co通帳は使えない)[1]

## 営業地区
- 佐賀県 - 全自治体
- 長崎県 - 松浦市（旧鷹島町を除く）・佐世保市三川内地域・東彼杵郡波佐見町
  - 支店は、伊万里市及び西松浦郡有田町にしか存在しない。